# Communauté de communes Causses et Rivières en Périgord
La  communauté de communes Causses et Rivières en Périgord  est une ancienne communauté de communes française située dans le pays Périgord vert, dans le département de la Dordogne, en région Nouvelle-Aquitaine.

## Historique
La communauté de communes Causses et Rivières en Périgord a été créée le 29 décembre 2003 pour une prise d'effet au 1er janvier 2004 avec neuf communes.
L'élargissement à cinq autres communes : Anlhiac, Génis, Saint-Martial-d'Albarède, Saint-Mesmin et Saint-Raphaël, est arrêté le 23 juillet 2009 pour une prise d'effet au 1er septembre 2009.
L'intercommunalité s'agrandit le 1er janvier 2011 avec l'arrivée de la commune d'Excideuil, validée par un arrêté préfectoral du 28 décembre 2010.
Cinq nouvelles communes intègrent la communauté de communes le 1er janvier 2013 : La Boissière-d'Ans, Brouchaud, Cherveix-Cubas, Clermont-d'Excideuil et Salagnac.
Au 1er janvier 2017, la communauté de communes Causses et Rivières en Périgord est dissoute et ses communes sont rattachées à la communauté de communes du Pays de Lanouaille, hormis Savignac-les-Églises qui rejoint la communauté d'agglomération Le Grand Périgueux. Quelques mois plus tard, la nouvelle intercommunalité prend le nom de communauté de communes Isle-Loue-Auvézère en Périgord.

## Localisation
La communauté de communes Causses et Rivières en Périgord était située au nord-est de Périgueux, le long de trois rivières, l'Isle et ses deux affluents, l'Auvézère et la Loue.

## Composition
De 2013 à 2016, elle regroupait les vingt communes suivantes :
| Nom                       | Code Insee | Gentilé             | Superficie (km2) | Population (dernière pop. légale) | Densité (hab./km2) |
| ------------------------- | ---------- | ------------------- | ---------------- | --------------------------------- | ------------------ |
| Mayac (siège)             | 24262      | Mayacois            | 11,28            | 317 (2014)                        | 28                 |
| Anlhiac                   | 24009      | Anlhiacois          | 11,86            | 283 (2014)                        | 24                 |
| La Boissière-d'Ans        | 24047      | Boissièriens        | 8,33             | 219 (2016)                        | 26                 |
| Brouchaud                 | 24066      | Brouchaudois        | 11,94            | 223 (2014)                        | 19                 |
| Cherveix-Cubas            | 24120      |                     | 14,96            | 613 (2014)                        | 41                 |
| Clermont-d'Excideuil      | 24124      | Clermontois         | 9,99             | 245 (2014)                        | 25                 |
| Coulaures                 | 24137      | Coulaurois          | 28,87            | 750 (2014)                        | 26                 |
| Cubjac                    | 24147      | Cubjacois           | 20,62            | 722 (2016)                        | 35                 |
| Excideuil                 | 24164      | Excideuillais       | 5,02             | 1 170 (2014)                      | 233                |
| Génis                     | 24196      | Génissois           | 25,92            | 463 (2014)                        | 18                 |
| Saint-Germain-des-Prés    | 24417      | Germinois           | 19,01            | 533 (2014)                        | 28                 |
| Saint-Jory-las-Bloux      | 24429      | Lasblouxjoriens     | 16,94            | 241 (2014)                        | 14                 |
| Saint-Martial-d'Albarède  | 24448      | Albarédiens         | 10,28            | 480 (2014)                        | 47                 |
| Saint-Mesmin              | 24464      | Saint-Mesminois     | 29,58            | 311 (2014)                        | 11                 |
| Saint-Pantaly-d'Ans       | 24475      | Saint-Pantaléons    | 10,61            | 139 (2016)                        | 13                 |
| Saint-Pantaly-d'Excideuil | 24476      | Saint-Pantaléoniens | 8,46             | 146 (2014)                        | 17                 |
| Saint-Raphaël             | 24493      | Raphaëlois          | 7,13             | 102 (2014)                        | 14                 |
| Saint-Vincent-sur-l'Isle  | 24513      | Saint Vincentais    | 9,98             | 280 (2014)                        | 28                 |
| Salagnac                  | 24515      | Salagnacois         | 9,08             | 808 (2014)                        | 89                 |
| Savignac-les-Églises      | 24527      | Savignacois         | 21,90            | 974 (2014)                        | 44                 |

## Démographie
L'évolution démographique ci-dessous concerne l'intercommunalité depuis sa date de création (2003) et selon son périmètre établi en 2013.
| 2008  | 2014  |
| ----- | ----- |
| 9 150 | 9 041 |

## Représentation
À partir du renouvellement des conseils municipaux de mars 2014, le nombre de délégués siégeant au conseil communautaire était le suivant : onze communes disposaient d'un siège. Trois autres en avaient deux. Les plus peuplées, en avaient plus (trois pour Cherveix-Cubas, Coulaures, Cubjac et Salagnac, et quatre pour Excideuil et Savignac-les-Églises), ce qui faisait un total de trente-sept conseillers communautaires.

## Politique et administration
| Période                                  | Période       | Identité          | Étiquette | Qualité                                       |
| ---------------------------------------- | ------------- | ----------------- | --------- | --------------------------------------------- |
| janvier 2004                             | avril 2008    | Alain Guichard    | PCF       | Maire de Coulaures (1989-2008)                |
| avril 2008                               | décembre 2016 | Charles Labrousse |           | Adjoint au maire de Saint-Pantaly-d'Excideuil |
| Les données manquantes sont à compléter. |               |                   |           |                                               |

## Compétences
L'arrêté préfectoral no 2013278-0001 du 5 octobre 2013 redéfinissait les compétences de la communauté de communes :
- Aménagement de l'espace.
- Actions de développement économique et touristique.
- Protection et mise en valeur de l'environnement.
- Voirie.
- Logement et cadre de vie.
- Actions en faveur de la jeunesse.

### Sources
- Le SPLAF (Site sur la Population et les Limites Administratives de la France)